# Michael Wenden
Michael Vincent Wenden (Sydney, 17 de novembro de 1949) é um ex-nadador australiano, que competiu nos Jogos Olímpicos, nos Jogos da Commonwealth e no Campeonato Mundial de Esportes Aquáticos.
Foi recordista mundial dos 100m livres entre 1968 e 1970.